# Micromia ectocosma
Micromia ectocosma är en fjärilsart som beskrevs av Louis Beethoven Prout 1940. Micromia ectocosma ingår i släktet Micromia och familjen mätare. Inga underarter finns listade i Catalogue of Life.